# 屋久島
屋久島（日语：／ Yaku-shima）是座位於日本九州大隅半島南方60公里的一個島嶼，與鄰近的種子島和口永良部島同屬大隅群島。島上目前約有11700位居民，行政區屬於鹿兒島縣熊毛郡屋久島町。與南部的吐噶喇群島和奄美群島一起組成南西群島。
宫之浦岳（海拔1936米）是九州最高的山峰。 大自然资源豐富，是屋久島國立公園的核心，被登錄為世界自然遺產之一。

## 特色

屋久島上景色

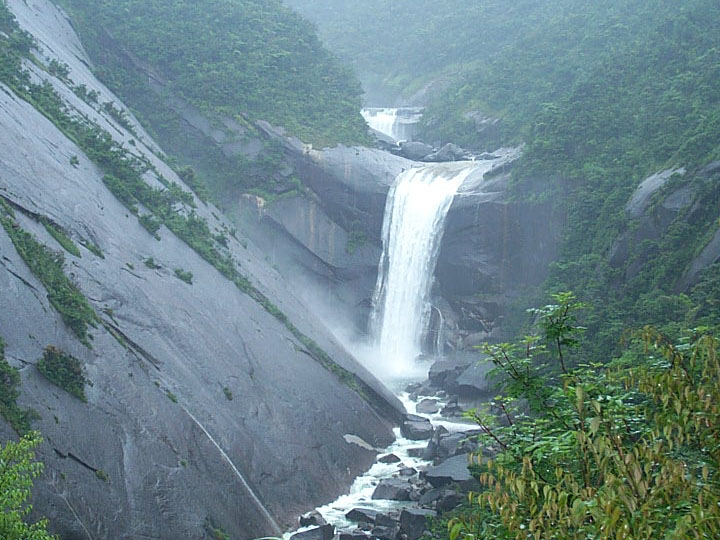
千尋瀑布

屋久島面積約為504平方公里，位於北緯30度。島的形狀屬於完整的圓菱形。是一個多山之島，山地占全島面積約75%，平均高度超過1000公尺。氣候上，屋久島是以日本降雨最多的地方聞名，當地有一句俗語「一個月下35天的雨」，在日本降雨紀錄上，屋久島一天的降雨量曾與北海道全年的降雨量相同。
1993年，屋久島與白神山地一起被列入世界遺產名冊，是日本最早列入世界遺產的自然景觀，但並非整個島都屬於世界遺產範圍，而是中央的宮之浦岳和西邊的神木林區（1000年以上）共約107.47平方公里地區被列入世界遺產範圍。
宮之浦岳是屋久島上的最高峰（1935公尺），屬屋久島山脈的一部份，宮之浦岳同時也是日本南部，九州地方的最高峰。整個屋久島山脈都由豐富的森林植被覆蓋，而最主要的樹種為柳杉。在1993年列入世界遺產的神木－繩文杉最為著名。
由於宮崎駿的動畫以屋久島取景，島上開始盛行觀光業。知名的景點包括有白谷雲水峽，千尋瀑布等；此外日本最南端的高濕地景觀，就在屋久島的小花之江河、花之江河上。

### 溫泉
屋久島上有不少溫泉，還有特別的海中溫泉，稱為平內海中溫泉，此外還有尾之間溫泉和湯泊溫泉都相當有名。

### 野生動物

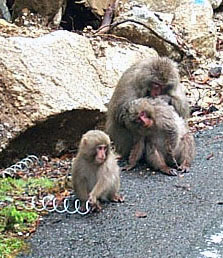
在路邊玩耍的屋久猿一家（Yakusaru）

屋久島上由於森林密布，而且高山地帶受到保護沒有開發，野生動物還相當多，包括有屋久鹿和屋久猿都是常見的野生動物。
在島的北邊則有世界少數幾個海龜產卵的棲息地。在每年五月到八月時，海龜會回岸產卵，2004年時學者調查統計約有7300多隻海龜登陸，這些海龜近年來受到觀光業開發的汙染和遊客影響，引起了一些保育團體的注意。因此屋久島有幾個海灘是不對外開放的，是為了保護海龜的生態。

### 繩文杉
繩文杉一詞的由來是基於日本歷史而來，日本在石器時代後期曾發展出繩文文化，距今約有6000多年，繩文杉的年齡據考察之後，約定為有6000多年，由於時期相近，加上屋久島島上發現不少繩文時代的文物，就以此命名。

## 交通
屋久島對外交通包括飛航與乘船：可從鹿兒島機場搭乘飛機抵達屋久島機場，約需40分鐘；屋久島機場位於島上的東北邊，跑道長度約1500公尺。另外也可乘坐由種子屋久高速船開辦的高速船，從鹿兒島本港出發，前往屋久島的宮之浦港或安房港，一日有四個船次；或是乘普通汽船，也是從鹿兒島本港航往宮之浦港，一日有一個船次。

## 外部連結
- （日語） 屋久島照片集
- （日語） 屋久島官方網站 （页面存档备份，存于）
- （日語） 屋久島觀光協會 （页面存档备份，存于）
- （日語） 屋久島地區生態旅遊推進協會 （页面存档备份，存于）
- （日語） 屋久島環境文化財團 （页面存档备份，存于）
- （繁體中文） 千杉萬水屋久島
- OpenStreetMap上有關屋久島的地理